# 1928年のラジオ (日本)
1928年のラジオ (日本)では、1928年の日本のラジオ番組、その他ラジオ界の動向について記す。

## 主な番組関連の出来事
- 1月12日 - 日本放送協会東京中央放送局が大相撲中継の放送を開始。日本初のスポーツ中継番組[1]。
- 2月21日～23日 - 日本放送協会、第16回衆議院議員総選挙の開票結果について逐次報道。日本初の選挙報道。
- 11月6日～27日 - 日本放送協会、即位大礼をはじめとする昭和天皇即位に関する特別番組を連日中継放送。6日早朝の、京都御所紫宸殿へ還幸するために昭和天皇が皇居を出発したことを伝える特番は、日本初の全国ネット番組。

## 主なその他ラジオ関連の出来事
- 4月15日 - 日本放送協会名古屋中央放送局、周波数を810キロサイクルに変更[2]。
- 5月20日
  - 日本放送協会東京中央放送局、周波数を870キロサイクルに変更。出力を10キロワットに増強[3]。
  - 日本放送協会大阪中央放送局、周波数を750キロサイクルに変更。出力を10キロワットに増強[4]。
- 6月5日 - 日本放送協会が札幌で放送開始。
- 6月16日 - 日本放送協会が仙台と熊本で放送開始。
- 7月6日 - 日本放送協会が広島で放送開始。
- 8月1日〜8月31日 - 日本放送協会の2局、夏休み特別番組として『ラジオ体操』をローカル放送。大阪中央放送局では毎日、東京中央放送局では週2回放送した。好評のため、11月から東京ローカルでレギュラー化。
- 11月5日 - 日本放送協会が全国7つのラジオ局を結ぶ中継回線網を開通させる。日本の放送におけるネットワークの始まり。上記即位大礼特別番組の全国放送に活用された[5]。

## 開局
- 6月5日 - NHK札幌放送局
- 6月16日
  - NHK仙台放送局
  - NHK熊本放送局
- 7月6日 - NHK広島放送局

## 主な放送番組

### 開始番組

#### 1928年1月放送開始
東京中央放送局
- 12日 - 大相撲中継[6]

#### 1928年3月放送開始
東京中央放送局
- 5日 - 国産奨励講座

#### 1928年5月放送開始
大阪中央放送局
- 20日 - コドモ日曜新聞[6]

#### 1928年8月放送開始
大阪中央放送局
- 1日 - 公知宣伝[6]

東京中央放送局
- 6日 - 官省公示事項[6]

#### 1928年11月放送開始
東京中央放送局
- 1日 - ラジオ体操[7]※翌年に全国ネット化
- 5日 - 気象通報[7][8]

#### 1928年12月放送開始
名古屋中央放送局
- 1日 - 中学上級講座[7]

## 特別番組

### 11月放送
- 10日 - 昭和天皇即位大礼中継放送